# Château de Cramayel
Le château de Cramayel était situé sur la commune de Moissy-Cramayel, dans le département de Seine-et-Marne. 

## Historique
À une trentaine de kilomètres au sud de Paris, à une douzaine de kilomètres au nord de Melun, près de la grande route de Brie-Comte-Robert, existait autrefois le fief seigneurial de Cramayau - qu'on appela Cramayel à partir du XVIIe siècle ; château de haute Justice que Louis XV devait ériger en marquisat au mois de janvier 1773, en faveur de François Fontaine, fermier général, probablement grâce à l'intervention de Madame du Barry favorite du roi Louis XV et proche amie de Madame de Cramayel. Cramayel était une dépendance de la paroisse de Moissy-l'Évêque, appartenant aux évêques de Paris ; qui cédèrent leurs droits aux seigneurs de Cramayel en 1643. Cette paroisse prit alors le nom de Moissy-Cramayel.

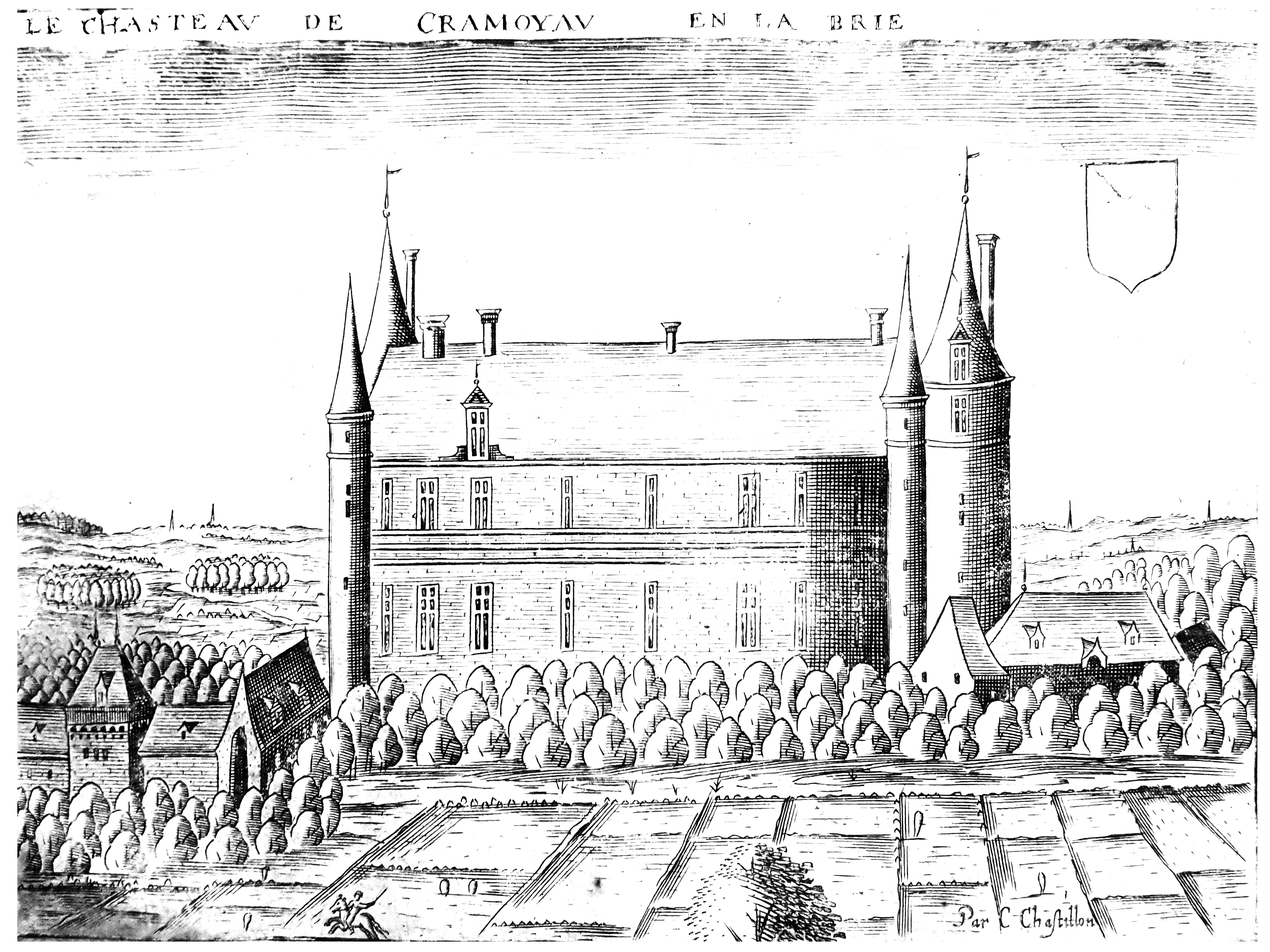
Gravure du château de Cramoyau en la Brie par C. Chastillon

Vieille construction féodale, précédée de deux avant-cours, le château de Cramayel, avec sa chapelle fondée en 1203, ses plantations séculaires, ses fermes importantes, fut au temps de Louis XIV l'objet d'importants embellissements réalisés au tout début du XVIIIe siècle par la famille de Mesmes sous la direction du célèbre architecte Germain Boffrand. Au dehors, c'était un manoir en gresserie, flanqué de quatre tours, accosté à deux pavillons, entouré de fossés à sec sur lesquels étaient jetés deux ponts-levis, mais la famille de Mesmes en avait changé la distribution intérieure ; agrandi considérablement le domaine, fait édifier d'imposants communs, créé un potager et un parc de plus de 100 arpents (1 arpent correspondant environ à 0,45 ha), dessiné 25 arpents de parterre, ouvert des avenues, obtenu l'établissement d'une route royale entre Cramayel et Lieusaint permettant d'accéder facilement en toute saison à la grande route reliant Paris à Melun.
M.M de Mesmes venaient souvent à Cramayel, où le roi Louis XIV s'arrêta pour souper et coucher le 23 février 1688. Les derniers membres de la famille de Mesmes, le comte d'Irval et le comte d'Avaux, oncle et neveu, étaient de notables personnages : l'un, ambassadeur ; l'autre président à mortier au parlement de Paris et membre de l'Académie française. Ils avaient décoré et meublé avec une certaine somptuosité leur château, qui, après eux échut par succession en 1728 à la marquise d'Ambre, née Henriette-Antoinette de Mesmes, Elle le revendit en décembre 1753 à François Fontaine, écuyer, et à Françoise-Monique de la Borde, son épouse. Le nouveau seigneur de Cramayel, fermier général, avait lui-même succédé depuis 1750 à son père, François-Philibert Fontaine, secrétaire du Roi, comme fermier général, et disposait d'une fortune qui augmenta rapidement. Il avait acheté ce château tout meublé. Il ne cessa d'ajouter aux embellissements dus à ses prédécesseurs tant son goût pour le luxe était grand. M. Fontaine fit exécuter d'importants travaux de bâtiments en même temps à Cramayel que dans son hôtel particulier de la rue du Sentier, sous la direction des architectes Barrau de Chefdeville, Mac-
Laurin et Ledoux.

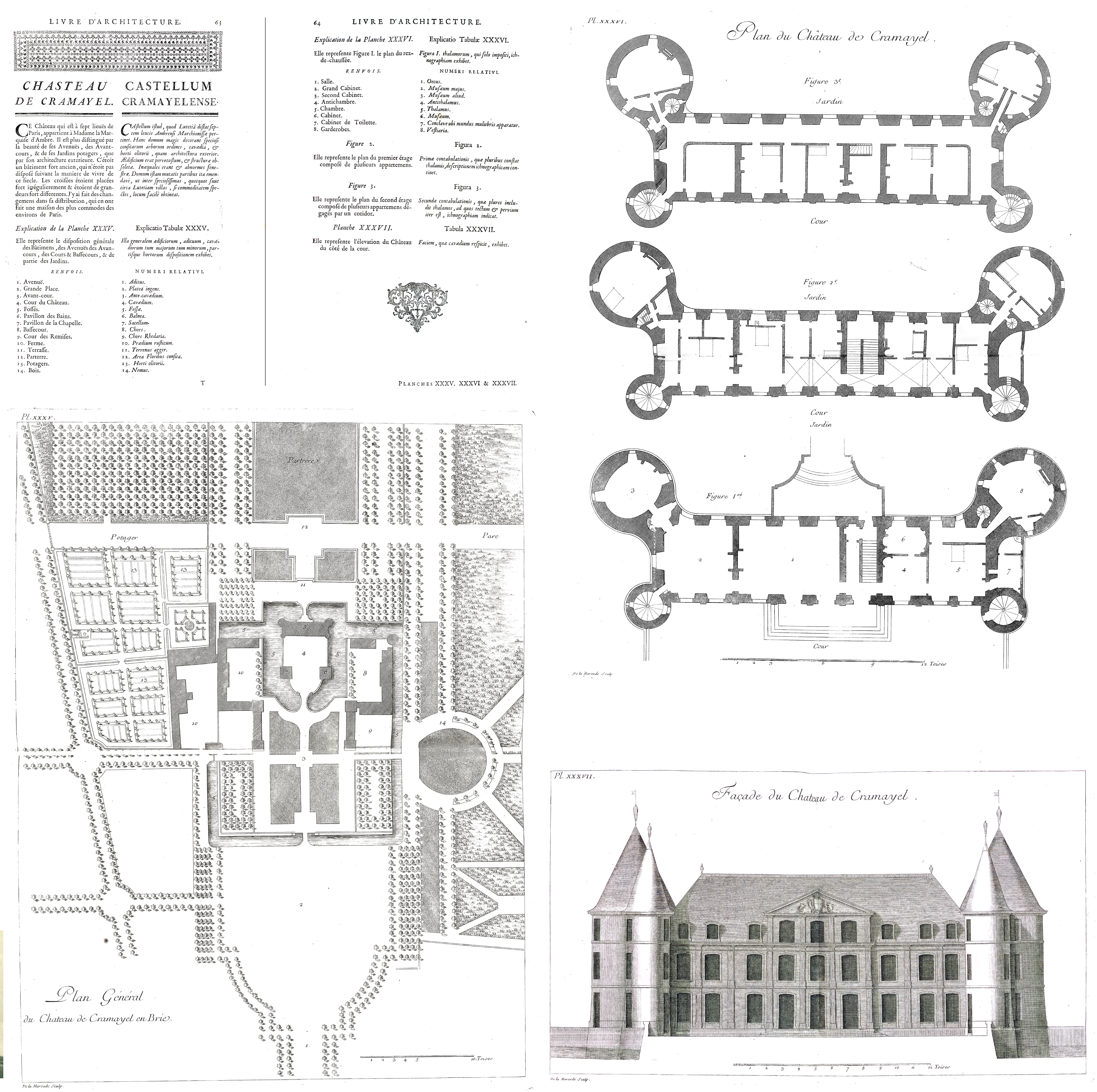
Plans et façades du château de Cramayel par Germain Boffrand

Parmi les constructions neuves dont fut alors doté Cramayel, il faut certainement accorder une place toute particulière au théâtre. Au milieu du XVIIIe siècle, dans les châteaux de campagne proches de Paris, la mode était aux théâtres de sociétés ; des représentations, pour lesquelles de nobles amateurs se faisaient assister par quelques acteurs de renom, devenaient l'occasion de nombreuses réunions. M. de Cramayel possédait son château depuis quatorze ans quand il décida en 1768 de faire construire aussi un théâtre, non pas une de ces scènes de salon avec paravent et rideau, mais une véritable salle de spectacle avec tous ses accessoires, destinée à ajouter à l'agrément des fêtes qu'il y offrait pendant la belle saison à la noblesse d'alentour et à se amis de Paris, financiers, gens de lettres (parmi les habitués on peut citer le comte d'Angiviller, le président Portail, Crébillon fils, Marmontel, le jeune Bernardin de Saint-Pierre, le cardinal de Bernis...). Les acteurs étaient mandés de Paris ; la Comédie française et la Comédie italienne fournissaient plusieurs sujets auxquels s'adjoignaient des amateurs. On y joua notamment les Plaideurs ; l'Écossaise de Voltaire, le Rossignol, Rose et Colas, la Partie de chasse de Henri IV de Collé. 

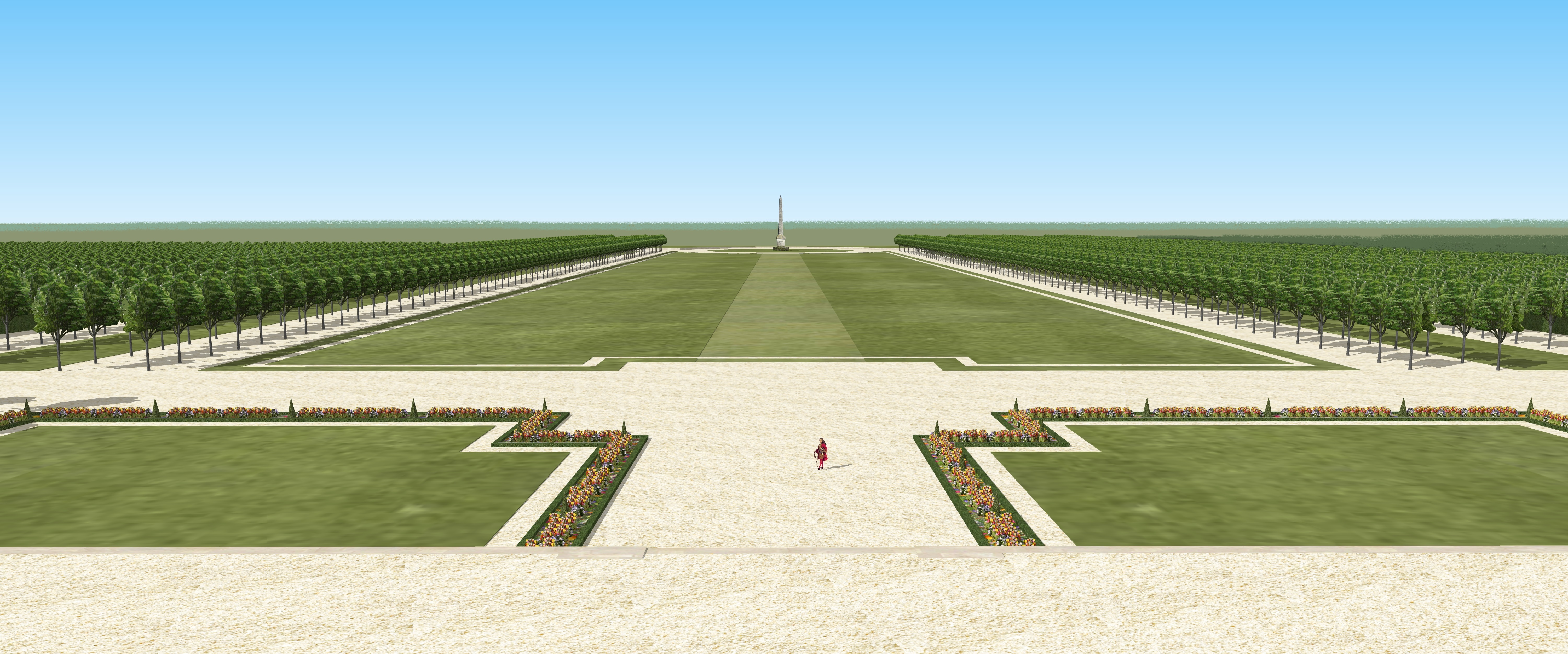
Restitution de la vue sur le parterre du château de Cramayel vers 1770, depuis le dernier étage.

Les comédiens de profession se plaignaient du tort que leur causait cet engouement pour la comédie bourgeoise ; les théâtres de la capitale étaient délaissés. Les auteurs à la mode n'écrivaient plus que pour les grands seigneurs et la belle société en villégiature. La rivalité devenait inquiétante entre les prospères acteurs choyés par les châteaux et les autres réduits à la misère. Défense fut alors faite aux comédiens français et italiens de jouer sans permission ailleurs que sur leurs théâtres. Le coup était fatal pour les scènes de société. Les amateurs, réduits à leurs propres forces, perdirent courage, et peu à peu la plupart des châteaux fermèrent leurs salles de spectacle. Ainsi s'explique sans doute l'existence éphémère de celle de Cramayel, utilisée seulement pendant quelques années et pour une douzaine de représentations dont la dernière eut probablement lieu le 15 novembre 1773. Cette magnifique salle, construite sous la direction de l'architecte Mac-Laurin, n'avait pas coûté moins de 45 000 livres. Il serait difficile d'en donner une description absolument exacte en l'absence de plans. On sait toutefois de diverses sources que le bâtiment mesurait 75 pieds de long (3 pieds correspondant environ à un mètre) et 22 d'élévation, avec six fenêtres dans la façade. Il se terminait par un fond circulaire dans la partie opposée à la scène. Deux portes principales y donnaient accès d'une part, et une autre porte s'ouvrait du côté du pavillon. Le parterre (partie réservée aux spectateurs) était carrelé sur 28 pieds de long et 18 de large ; deux rangs de loges régnaient alentour. Sur l'un des côtés se trouvait une galerie de 63 pieds  de long et 6 pieds de haut; c'était "le corridor de M. de Cramayel", dans lequel trois fenêtres ouvraient sur le parterre du théâtre. La scène, plus vaste que le parterre, mesurait 34 pieds de long sur 29 de large. A l'étage souterrain étaient scellés les poulies et les poteaux pour "rouler le treuil" au-dessus de la scène, On avait placé dix chemins de plafond en chêne garnis de poulies et fausses poulies. Puis ce sont les loges d'acteurs et chambres au-dessus, le magasin de costumes ; deux foyers, loge de souffleur, orchestre avec pupitre de 14 pieds de long, rampe d'éclairage mobile de 14 pieds, amphithéâtre, loges grillées, petites loges d'avant-scène. L'orchestre  avait son entrée particulière à côte de la porte du souffleur. Un escalier de 14 marches conduisait aux premières loges et un autre de 12 marches aux secondes loges ; l'amphithéâtre communiquait avec un salon, et l'une des loges avec l'appartement de M. de Cramayel.      

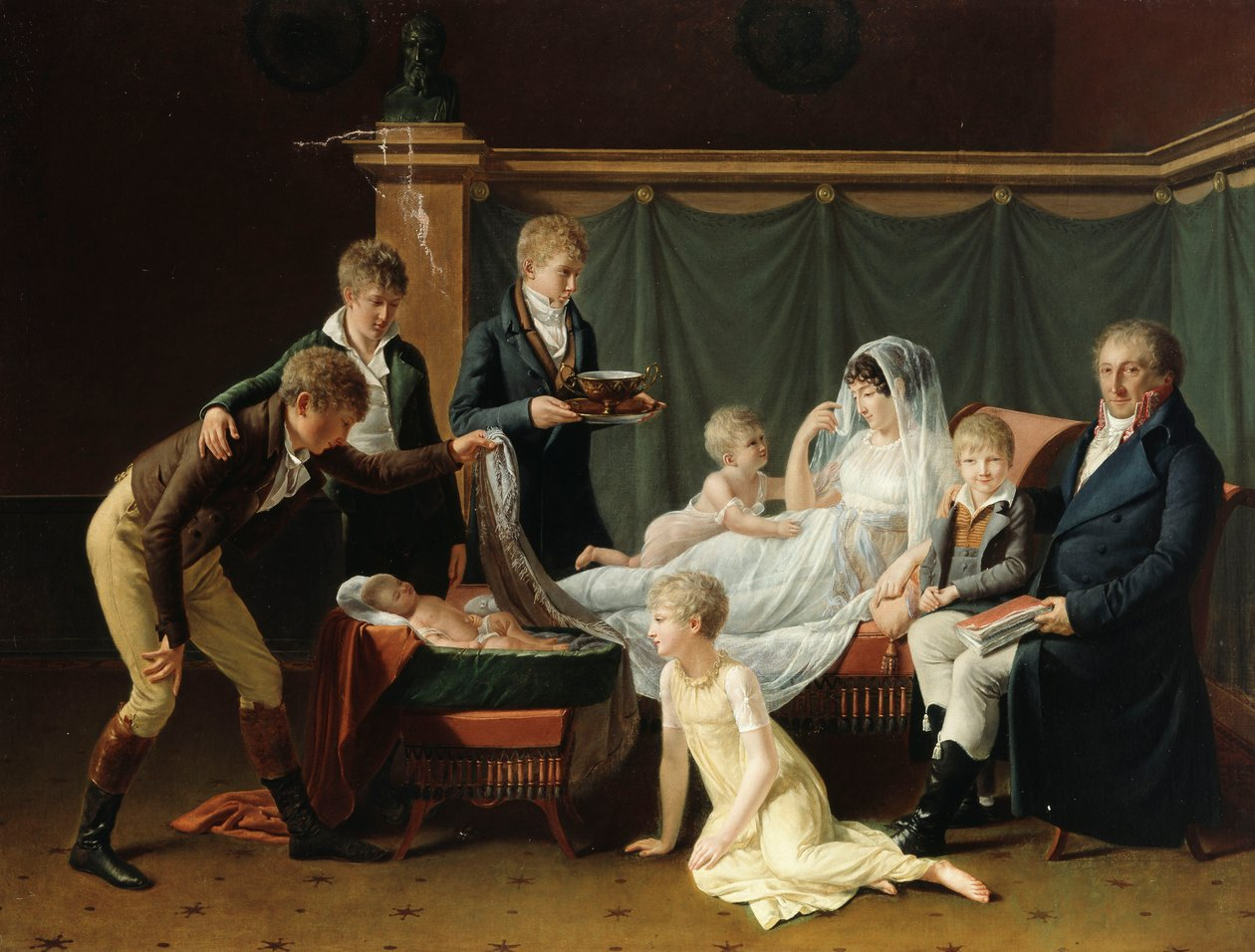
Portrait de famille de Jean-François Fontaine de Cramayel, de son épouse Joséphine de Folard et de leurs sept enfants, vers 1803

François Fontaine mourut en 1779; Son fils Jean-François lui succéda. La fin du règne de Louis XVI, la révolution, le directoire, le consulat, l'empire, la restauration, le vit successivement député de la noblesse du bailliage de Melun de 1788 à 1790, président du directoire du département de Seine-et-Marne (préfet électif) en 1790, introducteur des ambassadeurs puis préfet du Palais du gouvernement sous l'Empire, et enfin maire de Moissy-Cramayel de 1816 à 1826, époque de sa mort.      
Bonaparte, alors qu'il était Premier Consul, vint souvent séjourner à Cramayel, notamment pour y chasser. On sait d'ailleurs avec certitude qu'il était présent avec son épouse Joséphine de Beauharnais le vingt cinq brumaire de l'an douze de la république (16 novembre 1803) dans la mesure où à cette date ils ont tous deux signé en qualité de témoins l'acte de naissance de la fille de Monsieur et Madame de Cramayel. Heureuse enfant qui en l'honneur des prestigieux témoins de sa naissance hérita du joli prénom de Napoléonne Joséphine  !      
Jean-François Fontaine, marquis de Cramayel, du fait de ses  fonctions au Palais du gouvernement et de sa proximité avec Napoléon Bonaparte, eut le privilège à l'occasion de la cérémonie du sacre, le 2 décembre 1804 en la cathédrale Notre-Dame de Paris, d'être maître de cérémonie et de faire partie des personnalités composant le cortège accompagnant l'empereur.      
Le château de Cramayel a été détruit en 1824 sans qu'on connaisse exactement les causes de cette démolition. L'histoire locale nous raconte que le château aurait été perdu au jeu par le marquis. N'étant plus entretenu, il se  serait alors très rapidement dégradé. Une remise en état étant devenue trop coûteuse, ses nouveaux propriétaires l'auraient alors démantelé.      
Fort heureusement sont encore visibles de nos jours les fondations du château avec une partie des caves, les grands fossés entourant l'avant-cour et les ponts permettant d'y accéder, les écuries, mais surtout les imposants communs et, à quelques encablures, se dressant sur un promontoire au milieu de la plaine, l'obélisque.

## L'obélisque

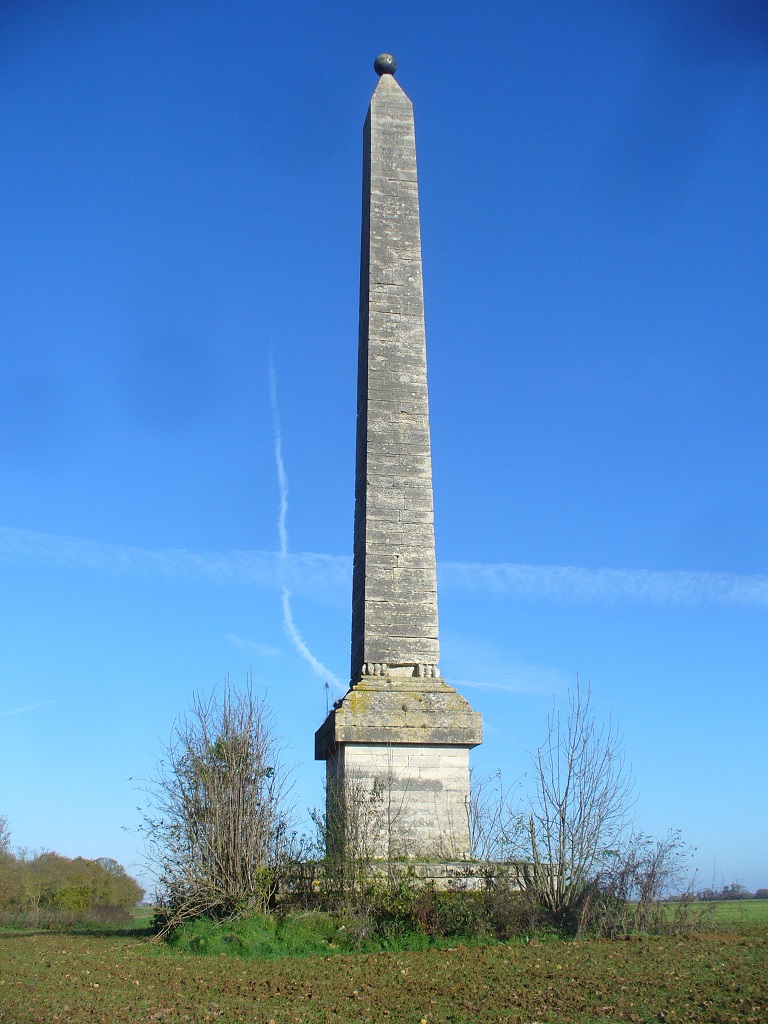
Obélisque (ou pyramide) de Cramayel

L'obélisque a été érigé en 1767 par François Fontaine, seigneur de Cramayel, sous la direction de l'architecte Oudot de Maclaurin. Construit en pierre calcaire de Créteil et haut de 25 mètres, il est surmonté d’une boule en cuivre, Cet obélisque n’a pas coûté moins de 14 285 livres 9 sols et 3 deniers (somme considérable pour l'époque) et a été édifié pour célébrer les 20 ans de félicité conjugale du seigneur de Cramayel et de son épouse ainsi que l’atteste l’inscription gravée en latin sur le monument :
Diis conjugalibus
Testimonium hoc amoris
Et mutux felicitatis
Monumentum posuerunt
Fontaine de Cramayel
Et Ermonica de Laborde, uxore
Ann LII regni Lude XV
Opt. Paine
L'obélisque a fait l’objet d’une inscription au titre des monuments historiques le 25 avril 1975.